# Walter de Clare
Walter de Clare († 1137 oder 1138) war ein anglonormannischer Adliger. Er war Gründer der Zisterzienserabtei Tintern Abbey.

## Leben
Walter de Clare war ein jüngerer Sohn von Richard de Bienfaite und dessen Frau Rohese, sein älterer Bruder war Gilbert de Clare. Er wird zwischen 1101 und 1131 mehrmals im Gefolge König Heinrichs I. genannt. Der König verlieh ihm vor 1119 die Herrschaft Nether Gwent samt Chepstow Castle im Tal des River Wye in Wales. Daneben hatte er noch Grundbesitz in Hertfordshire. Am 9. Mai 1131 stiftete er Tintern Abbey, das erste Zisterzienserkloster in Wales.
Nach seinem Tod fielen seine Besitzungen an seinen Neffen Gilbert.